# Grover Washington, Jr.
Grover Washington, Jr. (Buffalo, 1943. december 12. – New York, 1999. december 17.) amerikai szaxofonos.

## Pályakép
Grover Washington, Jr. zenész családból származott. Szaxofonozni Elvin Shepherd tanította. Az első szakmai tapasztalatait a csak jóval később ismertté vált stúdiózenészekkel dolgozva szerezte, akik The Funk Brothers néven a Motown Records ritmusszekcióját alkották. A The Four Clefs nevű együttessel sokat turnézott az úgynevezett Chitlin' Circuiten az USA közép-nyugati részén.
Washington első sikeres felvétele szinte véletlenül született 1970-ben, amikor Hank Crawford nem tudott részt venni a Prestige Records egyik értekezletén és Washingtont bevették helyette. Az ebből az alkalomból készült „Inner City Blues” long play lemez már nagyjából azt a sikerreceptet követte, amelyet Washington pályafutása hátralévő részében követett: egy − a hallgatótömeget megragadó tetszetős keverék volt, az aktuális popzene az R&B, a funk és a fúziós jazz hatásaival, latin hangzásokkal cifrázva, a rendelkezésre álló legjobb stúdiózenészek által közvetítve.
Az USA-ban Washington újra és újra sikereket ért el a poplistákon a dzsesszhez közelálló felvételeivel. A legkiemelkedőbbek a „Mister Magic” és a „Just The Two Of Us” voltak − a ez utóbbi Bill Withers soulénekessel.
Alig néhány nappal 56. születésnapja után Grover Washington, Jr. súlyos szívrohamot kapott egy tévéműsor felvétele közben, amibe nem sokkal később a kórházban belehalt.

## Albumok
- 1971: Inner City Blues
- 1972: All the King's Horses
- 1973: Soul Box
- 1974: Mister Magic
- 1975: Feels So Good
- 1976: A Secret Place
- 1977: Live At The Bijou
- 1978: Reed Seed
- 1979: Paradise
- 1980: Skylarkin'
- 1980: Winelight
- 1980: Come Morning
- 1981: Baddest
- 1982: The Best Is Yet To Come
- 1984: Inside Moves
- 1986: House Full Of Love
- 1987: Strawberry Moon
- 1988: Then and Now
- 1989: Time Out of Mind
- 1992: Next Exit
- 1994: All My Tomorrows
- 1996: Soulful Strut
- 1997: Breath of Heaven: A Holiday Collection
- 2000: Aria
- 2001: Discovery - The First Recordings
- 2010: Grover Live

## Fordítás
Ez a szócikk részben vagy egészben  a   Grover Washington, Jr. című német Wikipédia-szócikk ezen változatának fordításán alapul.  Az eredeti cikk szerkesztőit annak laptörténete sorolja fel. Ez a jelzés csupán a megfogalmazás eredetét és a szerzői jogokat jelzi, nem szolgál a cikkben szereplő információk forrásmegjelöléseként.